# 純心學園前停留場
純心學園前停留場（日语：／ Junshingakuenmae teiryūjō */?），又稱純心學園前電車站，是位於鹿兒島縣鹿兒島市郡元一丁目，鹿兒島市交通局（鹿兒島市電）唐湊線的電車站。車站編號為N18。

## 歷史
- 1959年（昭和34年）12月20日 - 鹿兒島市交通局設置此站。

## 電車站構造
此電車站設有2面2線的相對式低地台月台。兩月台不可讓輪椅人士和電動輪椅人士上落。此站是無人車站，不可於站內購買車票。

### 運行系統
此電車站是唐湊線電車站之一。■2系統會駛入此站。

## 使用狀況
| 1日上下車人次變化 | 1日上下車人次變化 |
| 年度              | 1日平均人次       |
| ----------------- | ----------------- |
| 2011年            | 1,446             |
| 2012年            | 1,447             |
| 2013年            | 1,426             |
| 2014年            | 1,357             |
| 2015年            | 1,501             |

## 電車站周邊

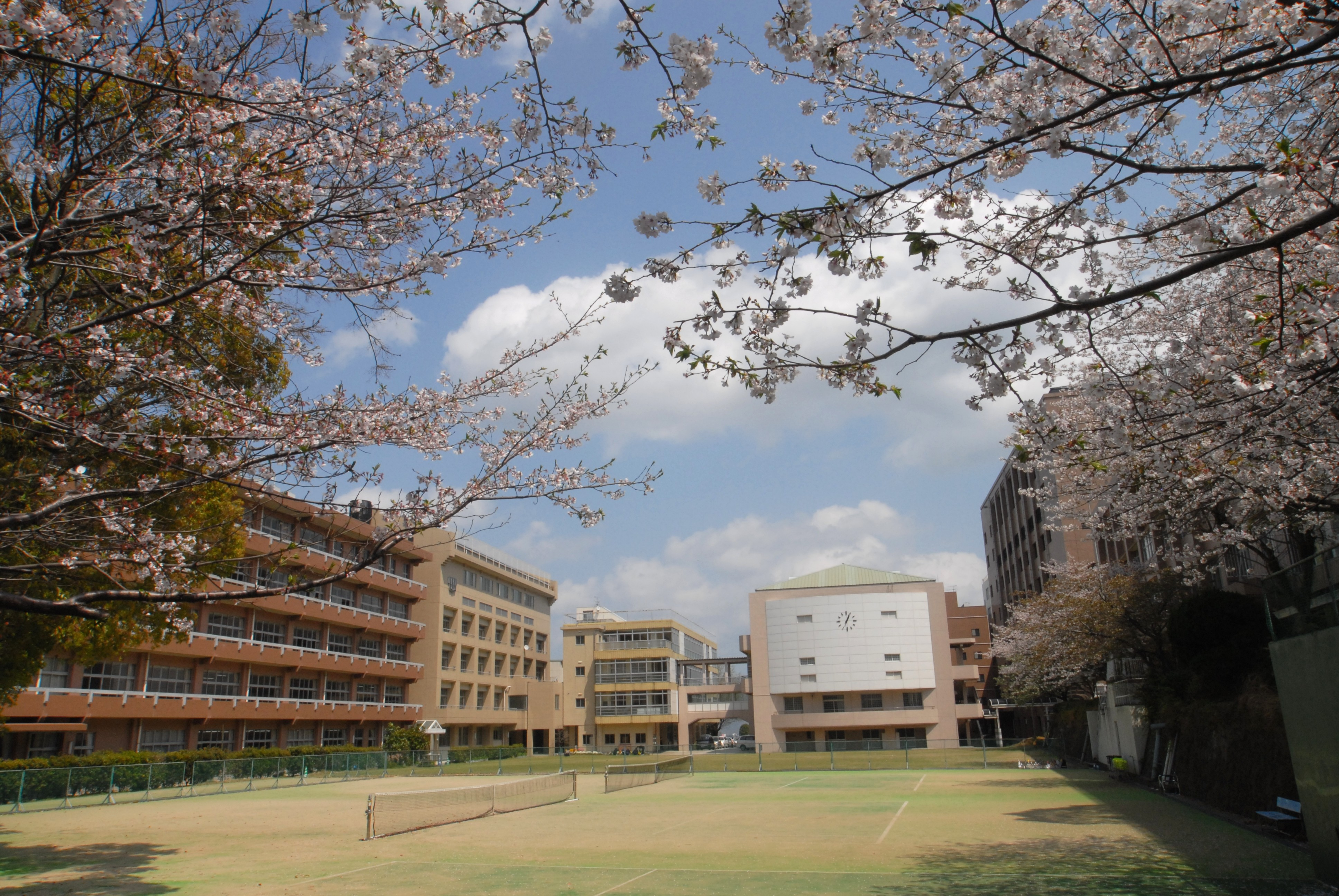
鹿兒島純心女子中學·高等學校

- 鹿兒島大學教育學部附屬中學（日语：鹿児島大学教育学部附属中学校）
- 鹿兒島純心女子學園（日语：学校法人鹿児島純心女子学園）
  - 鹿兒島純心女子短期大學
  - 鹿兒島純心女子中學·高等學校（日语：鹿児島純心女子中学校・高等学校）
- 郡元站

## 相鄰電車站
鹿兒島市交通局
鹿兒島市電■2系統
工學部前（N17）－純心學園前（N18）－中郡（N19）

## 注腳
1. ↑  国土数値情報(駅別乗降客数データ)  （页面存档备份，存于）（日語） - 國土交通省，2018年12月10日參閲

## 外部連結
- 鹿兒島市交通局 （页面存档备份，存于）（日語）